# بازی مسابقه

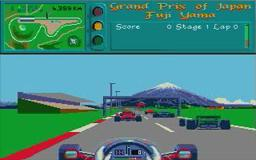
یک بازی رانندگی در سال ۱۹۹۱

بازی رانندگی (انگلیسی: driving game) یا بازی رِیْسینگ (انگلیسی: racing game، race معادل «کورس» در فرانسوی و فارسی است) یا بازی کورسی (متناظر با مفهوم کورس) که به اشتباه ماشین‌سواری و بازی ویدئویی مسابقه‌ای هم گفته شده است، یک ژانر بازی ویدئویی است که در آن بازی‌کنندگان با وسایل نقلیه گوناگون با هم به کورس می‌پردازند. بازی‌های این ژانر هم با دید اول شخص و هم از نمای سوم شخص وجود دارند و در بیشتر آن‌ها حق انتخاب بین این دو حالت با بازی‌کننده است و مسابقات و مراحل آن‌ها روی خشکی یا دریا یا آسمان انجام می‌شوند.